# Grayan-et-l’Hôpital
Grayan-et-l’Hôpital – miejscowość i gmina we Francji, w regionie Nowa Akwitania, w departamencie Żyronda.
Według danych na rok 1990 gminę zamieszkiwało 617 osób, a gęstość zaludnienia wynosiła 14 osób/km² (wśród 2290 gmin Akwitanii Grayan-et-l’Hôpital plasuje się na 631. miejscu pod względem liczby ludności, natomiast pod względem powierzchni na miejscu 151.).